# Carla Tatò
Carla Tatò (Roma, 3 gennaio 1947) è un'attrice italiana che per oltre 50 anni si è dedicata all'attività teatrale e cinematografica.

## Biografia
Specializzata in scenografia all'Accademia romana di belle arti, debutta come attrice nel 1967 nel teatro di Carmelo Bene con l'Amleto o le conseguenze della pietà filiale e Salvatore Giuliano, vita di una rosa rossa. Seguono altre rappresentazioni teatrali che la vedono partecipe in spettacoli quali Le nuvole di Aristofane di Roberto Guicciardini, la Chicchignola di Maurizio Scaparro, Il cambio della ruota di Franco Parenti e Il Ruzante di Gianfranco De Bosio. Nel 1970 fonda con Dacia Maraini il `Teatro di quartiere' a Centocelle e nel 1971 il `Teatro di strada' con Gian Maria Volonté, Flavio Bucci, Antonio Salines, Magda Mercatali, Armenia Balducci. Nel 1973 partecipa all'Histoire du soldat di Stravinskij spettacolo diretto dal regista Carlo Quartucci con cui inizia l'esperienza itinerante della compagnia teatrale "Camion", il progetto Opera (Scene di Teatro, Scene di Romanzo, Scene di Periferia, con testi di Roberto Lerici), e la partecipazione in Nora Nora e Nora Helmer, spettacoli dedicati da Quartucci all'eroina di Casa di bambola di Ibsen.
Nel 1982 insieme a Quartucci e a un nutrito numero di collaboratori, tra cui Jannis Kounellis, Giulio Paolini, Germano Celant, Roberto Lerici e Rudy Fuchs, fonda il progetto "Zattera di Babele" che si prefigge come obiettivo l'interdisciplinarità e il superamento della separazione fra le varie forme artistiche, per cui ne vengono a far parte artisti di teatro e di cinema, musicisti, poeti, pittori, ecc. Nascono così gli spettacoli, portati in giro per l'Europa: Didone, Comédie Italienne, Uscite, Platea, Pentesilea, Florville e Courval. Protagonista del progetto scenico berlinese, ispirato a Kleist e diretto da Quartucci, in Canzone per Pentesilea (1983) e Rosenfest Fragment XXX (Berlino 1884), Pentesilea e Nach Themyschira (Roma e Vienna 1986).
Nel 1986, insieme a Mino Blunda e Rudy Fuchs, è autrice del festival permanente "Le giornate delle arti" a Erice in Sicilia. La vediamo così protagonista in numerosi spettacoli teatrali: nel 1989 in Primo Amore, La favola del figlio cambiato e I giganti della montagna di Pirandello, nel 1991 in Tamerlano il Grande di Christopher Marlowe, nel 1992 in I Macbeth e all'Aja in Erste Liebe, tra il 1988 e il 1998 in Medea, nel 1995 in Ager sanguinis, entrambi di Aurelio Pes, nel 1998 in Abitare Beckett. Con la collaborazione della Regione Lazio e dell'Unione Europea, nel 1998-1999, nascono diversi progetti, tra cui Il cerchio d'oro del potere, nell'ambito territoriale laziale (in particolare nelle province di Roma e Rieti). Con la collaborazione di artisti e varie associazioni culturali, dal 2001 al 2007, Carla Tatò e Carlo Quartucci promuovono un impegnativo progetto a livello europeo, mentre a Roma fondano un ennesimo progetto: il Teatr'Arteria.

## Esperienze cinematografiche e televisive
Diverse sono le partecipazioni televisive, in film e sceneggiati, mentre l'esperienza cinematografica della Tatò la vede come interprete in lungometraggi come Sbatti il mostro in prima pagina (1972) di Marco Bellocchio, Vogliamo i colonnelli (1973) di Mario Monicelli, Orlando Furioso (1974) di Luca Ronconi, Le cinque giornate di Dario Argento (1974), Amo non amo (1979) di Armenia Balducci...

## Teatro
- Amleto o le conseguenze della pietà filiale, da Shakespeare a Laforgue (II edizione) di Carmelo Bene. Roma, Beat '72
- Salvatore Giuliano, vita di una rosa rossa di Carmelo Bene. Roma, Teatro Beat 72
- 1968. Le nuvole di Aristofane di Roberto Guicciardini
- Le nuvole di Aristofane di Roberto Guicciardini
- 1968. Il cambio della ruota di Franco Parenti
- 1968. Il Ruzante di Gianfranco De Bosio
- 1969/1970. Chicchignola di Ettore Petrolini, regia di Maurizio Scaparro
- 1973. Histoire du soldat di Stravinskij di Carlo Quartucci
- 1975. Nora Nora di Alberto Gozzi e Carlo Quartucci (tratto da "Casa di Bambola" di H. Ibsen).
- 1980. Opera (Scene di Teatro, Scene di Romanzo, Scene di Periferia) di Carlo Quartucci e Carla Tatò, testi di Roberto Lerici
- 1981. Comédie Italienne
- 1982. Didone, regia di Carlo Quartucci, La Zattera di Babele/progetto Genazzano.
- 1983. Canzone per Pentesilea di Carlo Quartucci
- 1984. Pentesilea di Carlo Quartucci
- Florville e Courval di Carlo Quartucci
- 1985. Atalanta di Robert Ashley
- 2009. Cariatide parla di Carlo Quartucci

## Filmografia

### Cinema
- Sbatti il mostro in prima pagina, regia di Marco Bellocchio (1972)
- Vogliamo i colonnelli, regia di Mario Monicelli (1973)
- Le cinque giornate, regia di Dario Argento (1974)
- Amo non amo, regia di Armenia Balducci (1979)
- Nora Helmer, regia di Carlo Quartucci (1980)
- Robinson Crusoe mercante di York, regia di Carlo Quartucci (1981)

### Televisione
- Come un uragano, regia di Silverio Blasi (1971)
- Oplà noi viviamo, regia di Marco Leto (1972)
- Orlando Furioso, regia di Luca Ronconi (1974)
- Racconti della terra, regia di Carlo Quartucci (1977)
- Borgatacamion, regia di Carlo Quartucci (1978)
- L'ultimo spettacolo di Nora Helmer, regia di Carlo Quartucci (1980)